# 아달베르트 1세 (베르망두아)
아달베르트 1세(Adalbert I of Vermandois) 또는 알베르트 1세(Albert I, 915년 ~ 987년/988년 9월 8일) 별칭은 경건공 알베르(Albert I le Pieux, the Pious)는 카롤링거 왕조의 분가인 헤르베르터 왕조 출신 베르망두아 백작이자 생 캉탱의 영주였다. 946년 아버지가 처형당한 뒤 그 뒤를 계승했다. 로트링겐 공작 기셀베르트의 딸 게르베르가와 결혼했고, 먼 친족인 루이 4세와 인척관계를 형성하였다. 로테르 3세의 지지자였고, 그의 사후 로테르의 동생 하 로렌의 공작 샤를의 지지하였다. 987년 루이 5세가 죽고 서프랑크의 귀족들이 위그 카페를 선출했지만, 그는 위그 카페의 즉위를 반대하였고 곧 죽었다. 일설에는 수아송백작 가이 1세가 그의 아들이라는 설도 있다.

## 생애
아달베르트는 헤르베르트 2세와 네우스트리아백작이자 서프랑크의 왕이 된 로베르 1세의 딸 아델라의 아들이었다. 아버지 헤르베르트 2세는 베르망두아, 생캉탱 수아송의 백작이자, 페로네, 뫼욱스의 백작이었다. 그는 부계로는 샤를마뉴의 손자인 롬바르디아의 왕 베른하르트 1세의 후손이었다. 915년 출생설과 931년 출생설, 934년 출생설이 있다.
모계로는 외할아버지가 로베르 1세였고, 후일 카페 왕조를 창시하는 위그 카페는 아달베르트와 외사촌-고종사촌간이 된다.
943년 2월 23일 아버지 헤르베르트 2세가 샤를 3세를 투옥시킨 일로 생 캉탱에서 국왕 루이 4세에게 처형당한 뒤, 그의 지위를 형제들과 분할하였다. 유산의 최종 분배는 3년이 걸렸고 위그 르 그랑이 상속을 중재하였다. 위그 르 그랑의 중재로, 아달베르트는 베르망두아, 생 캉탱을, 로베르는 뫼욱스와 트루아 및 부르고뉴공국 내의 영지를, 귀도는 수아송을, 헤르베르트 3세는 오모이와 수아송 내의 샤토티에리 지역을 상속받는 것으로 협상하였다.
946년 베르망두아 백작직에 취임하였다.
아달베르트는 자신의 형제 후고를 다시 랭스 대주교로 임명을 강행하지만 결국 949년 후고 추대 운동을 포기한다. 954년 로렌 공작 기셀베르트의 딸 게르베르가와 결혼하였다. 게르베르가의 친정어머니 작센의 게르베르가는 독일 국왕 하인리히 1세의 딸이었고, 기셀베르트가 바이에른의 하인리히와 함께 오토 1세에 반란을 일으키다가 죽자, 그의 먼 친척이기도 한 서프랑크의 루이 4세 투르트메르와 재혼하였다. 아내 로트링겐의 게르베르가의 의붓아버지가 되는 루이 4세는 아달베르트의 5대조 피피노 카를로만의 동생 경건왕 루트비히의 넷째 아들 대머리왕 카를 2세의 증손이었다. 결혼 이후 아달베르트는 루이 4세의 추종자가 되었다. 한편 루이 4세는 자신의 어머니 에드지푸가 소유했던, 랑에 있던 성모 마리아 대수도원을, 의붓 누나인 로트링겐의 게르베르가에게 증여하였다.
957년 아달베르토와 그의 형제 뫼욱스와 트루아 백작 로베르는 로테르의 충실한 신봉자였다.
그는 두 조카 뫼욱스 백작 헤르베르트 3세와 블루아백작 오도 1세와 함께 하 로렌 공작 샤를을 지지하였다.
987년 5월 루이 5세 사후, 서프랑크의 귀족들은 위그 카페를 새 왕으로 선출했다. 아달베르트는 다른 귀족들의 선거 결과를 인정하지 않고, 반대하였다. 위그 카페는 로베르 1세의 손자로, 아달베르토의 어머니 아델라의 친정 조카였지만 그는 위그 카페에게 저항하였다. 그는 위그 카페의 즉위를 막기 위해 노력하고 그를 비토했지만, 987년 7월 3일 위그 카페는 누아용에서 왕으로 즉위하였다. 아달베르트는 위그 카페를 새로운 프랑크의 국왕으로 인정하기를 주저하였다. 위그 카페는 그를 공격할 기회를 노리기도 했다. 아달베르트는 두도 드 생캉탱(Dudo of Saint-Quentin)을 노르망디로 보내 노르망디의 리처드 1세와 동맹을 맺었는데, 위그 카페는 그가 반란을 일으킬 것을 계속 의심했다.
서프랑크의 왕위를 요구하던 하 로렌의 공작 샤를은 아달베르트 및 아달베르트의 두 명의 조카인 뫼욱스 백작 헤르베르트 3세와 블루아백작 오도 1세의 도움을 받았다. 이들은 991년 샤를이 위그 카페에 의해 투옥된 뒤에도 위그 카페를 반대하여 말썽을 일으키기도 했다. 987년 또는 988년 9월 8일 이후에 사망했고, 사망지는 바스노르망디 북부 칼바도스이다.

## 가족 관계
첫 부인 에르신다(Ersinda)에게는 자녀가 없었다. 954년 이전에 그는 로트링겐의 게르베르가와 재혼, 로트링겐의 게르베르가는 로트링겐 공 기셀베르트와 작센의 게르베르가의 딸이었다. 장모 게르베르가는 기셀베르트 사후 서프랑크의 루이 4세와 재혼하였고, 로테르, 로렌의 샤를은 그의 부인 게르베르가의 의붓 남동생들이 된다.
- 할아버지 : 헤르베르트 1세, 샤를마뉴 대제의 차남 피피노 카를로만의 증손자
- 아버지 : 헤르베르트 2세
- 어머니 : 아델레 드 네우스트리아/서프랑크, 로베르티엥 가문 출신 로베르 1세의 딸
  - 누이 : 아델라이드 드 베르망두아
  - 형제 : 외드 드 베르망두아-벡상
  - 형제 : 로베르 1세
  - 형제 : 헤르베르트 3세
  - 누이 : 리우트가르트 드 베르망두아
  - 형제 : 위그 드 랭스
- 부인 : 로타링기아의 게르베르가(930년경 - 978년), 로타링기아 공작 기셀베르트[3]와 작센의 게르베르가[4]의 딸
  - 아들 : 헤르베르트 3세 또는 4세(Herbert III or IV of Vermandois)
  - 아들 : 리우돌프(Liudolfe of Vermandois, 957년경 ~ 986년/987년 11월 6일), 누아용(Noyon) 주교
  - 아들 : 오토 1세(Otto I of Chiny, 950/955년경 - 987년), 치니 백작. 일설에는 가이 1세의 아들이라는 설도 있다.
  - 아들 : 가이 1세(Guido I, 919년경 - 986년/989년 6월 13일)

## 기타
수아송의 백작인 가이 1세는 헤르베르트 2세의 아들이라는 설과, 아달베르트 1세의 아들이라는 설이 있다.

## 참고 자료
- Vanderkindere, Léon (1902). La Formation territoriale des principautés belges au Moyen Âge. Vol. 2. H. Lamertin, Libraire-Editeur.
- Christian Settipani, La Préhistoire des Capétiens (Nouvelle histoire généalogique de l'auguste maison de France, vol. 1), Villeneuve d'Ascq, éd. Patrick van Kerrebrouck, 1993, 545 p. (ISBN 978-2-95015-093-6)
- Patrick Van Kerrebrouck, Nouvelle histoire généalogique de l'Auguste Maison de France, Bd. 1: La Préhistoire des Capétiens (von Christian Settipani), 1993

| 전임 헤르베르트 2세 | 베르망두아 백작 943년 - 987년/988년 | 후임 헤르베르트 3세 |

| 전임 벡상의 라울 2세 | 생캉탱의 영주 946년 - 987년/988년 | 후임 헤르베르트 3세 |